# Úmar ibn Hubayra
Úmar ibn Hubayra ibn Muàwiya al-Fazarí (àrab: عمر بن هبيرة بن معاوية الفزاري, ʿUmar b. Hubayra b. Muʿāwiya al-Fazārī), més conegut simplement com a Ibn Hubayra (o Úmar ibn Hubayra, per distingir-lo del seu fill), fou un governador omeia de l'Iraq, representant el partit qaysita o dels àrabs del nord, enfrontat al dels iemenites o àrabs del sud.
Va participar en la guerra contra els romans d'Orient el 715. Fou nomenat governador de l'Iraq (722) pel califa Yazid II (720–724), hostil als iemenites, succeint a Màslama ibn Abd-al-Màlik (721-722) del que havia estat company al front romà; els dos tenien l'encàrrec de liquidar al partit dels muhal·làbides. Com que el Khurasan estava dins el territori de la seva competència hi va designar un delegat qaysita, Saïd ibn Amr al-Haraixí, però tot i que va tenir grans èxits i va portar els sogdians al camp musulmà fou substituït aviat per un bakrita, Múslim ibn Sayd ibn Àslam ibn Zura. Fou destituït tot just en pujar al tron el califa Hixam ibn Abd-al-Màlik (724–743) i substituït pel iemenita Khàlid ibn Abd-Al·lah al-Qasrí.